# Bogumiłów (Sieradz)
Pour les articles homonymes, voir Bogumiłów.
Bogumiłów est une localité polonaise de la gmina et du powiat de Sieradz en voïvodie de Łódź.